# Новоивановка (Тюменская область)
Новоивановка — деревня в Ишимском районе Тюменской области России. Входит в состав Неволинского сельского поселения.

## История
До 1917 года входила в состав Боровской волости Ишимского уезда Тюменской губернии. По данным на 1926 год состояла из 66 хозяйств. В административном отношении входила в состав Казанского сельсовета Жиляковского района Ишимского округа Уральской области.

## Население
| 2010 |
| ---- |
| 36   |

По данным переписи 1926 года в деревне проживало 370 человек (178 мужчин и 192 женщины), в том числе: белоруссы составляли 97 % населения, цыгане — 3 %.
Согласно результатам переписи 2002 года, в национальной структуре населения казахи составляли 75 % из 40 чел.